# Saving Abel
Saving Abel är ett amerikanskt rockband från Corinth, Alcorn County, Mississippi. Gruppen bildades 2004 av Jared Weeks och Jason Null.

## Medlemmar
Nuvarande medlemmar
- Jason Null – sologitarr, bakgrundssång (2004– )
- Scott Bartlett – rytmgitarr, bakgrundssång (2004– )
- Steven Pulley – trummor (2013– )
- Scotty Austin – sång (2013– )
- Scott Wilson – basgitarr (2017– )

Tidigare medlemmar
- Blake Dixon – trummor (2004–2011, 2017–2018)
- Jared Weeks – sång (2004–2013)
- Daniel Dwight – basgitarr, bakgrundssång (2004–2007)
- Eric Taylor – basgitarr, bakgrundssång (2007–2017)
- Rick Anderson – trummor (2011)
- Michael McManus – trummor (2011–2013)

## Diskografi
Studioalbum
- 2008 – Saving Abel
- 2010 – Miss America
- 2012 – Bringing Down The Giant
- 2014 – Blood Stained Revolution

EP
- 2009 – 18 Days Tour EP
- 2013 – Crackin' The Safe

Singlar
- 2008 – "Addicted"
- 2008 – "18 Days"
- 2009 – "Drowning (Face Down)"
- 2010 – "Stupid Girl (Only in Hollywood)"
- 2010 – "The Sex Is Good"
- 2011 – "Miss America"
- 2012 – "Bringing Down the Giant"
- 2013 – "Mystify"
- 2014 – "Blood Stained Revolution"
- 2014 – "Love Like Suicide"